# Mimeresia isabellae
Mimeresia isabellae är en fjärilsart som beskrevs av Schultze 1922. Mimeresia isabellae ingår i släktet Mimeresia och familjen juvelvingar. Inga underarter finns listade i Catalogue of Life.